# 1505

## Esdeveniments
- 12 d'octubre, Blois, Regne de França: se signa el Tractat de Blois pel qual s'acorda el casament entre Ferran el Catòlic i Germana de Foix.

## Necrològiques
- Joan de Peralta, 38è President de la Generalitat de Catalunya.